# ژائو لیته
ژائو لیته (انگلیسی: João Leite؛ زادهٔ ۱۳ اکتبر ۱۹۵۵) سیاستمدار مجلس قانونگذاری میناس گرایس و دروازه‌بان سابق فوتبال برزیل است که در دهه‌های ۱۹۷۰ برای اتلتیکو مینیرو بازی می‌کرد. لیته یکی از پیشروان جنبش ورزشکاران مسیح بود و عادت داشت به بازیکنان حریف انجیل می‌داد و به دروازه‌بان خدا معروف شد. ورزشکاران مسیح، جنبش مذهبی و انجمنی متشکل از ورزشکاران مسیحی انجیلی است که برخی از تأثیرگذارترین افراد فوتبال برزیل در آن عضو هستند.
وی پدر دروازه‌بان کنونی باشگاه فوتبال بنفیکا، هلتون لیته است.